# Раздельнолепестные

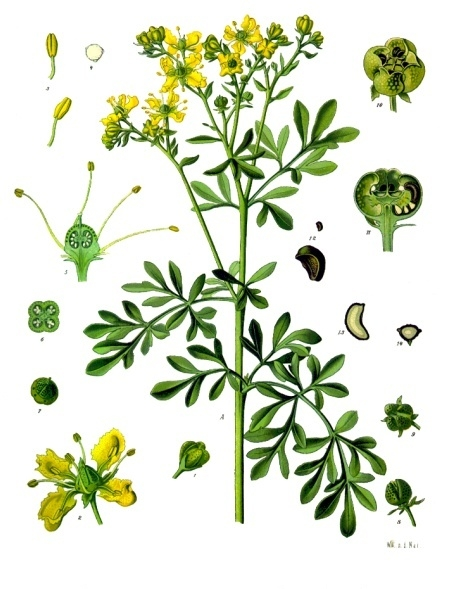

Раздельнолепе́стные (лат. Eleutheropetalae, Polypetalae), Свободнолепе́стные (Choripetalae) — выделяемая систематиками XIX века группа (подкласс) двудольных растений, у которых околоцветник большей частью двойной и венчик раздельнолепестный. В эту же группу объединяли и такие семейства, у которых околоцветник простой (прежний класс безлепестных, Apetalae). У всех раздельнолепестных семяпочка обыкновенно с одним покровом, а ядро семяпочки (nucleus) большое.
Группу раздельнолепестных растений выделил немецкий ботаник А. Эйхлер в 1876 году.